# Jean Forestier

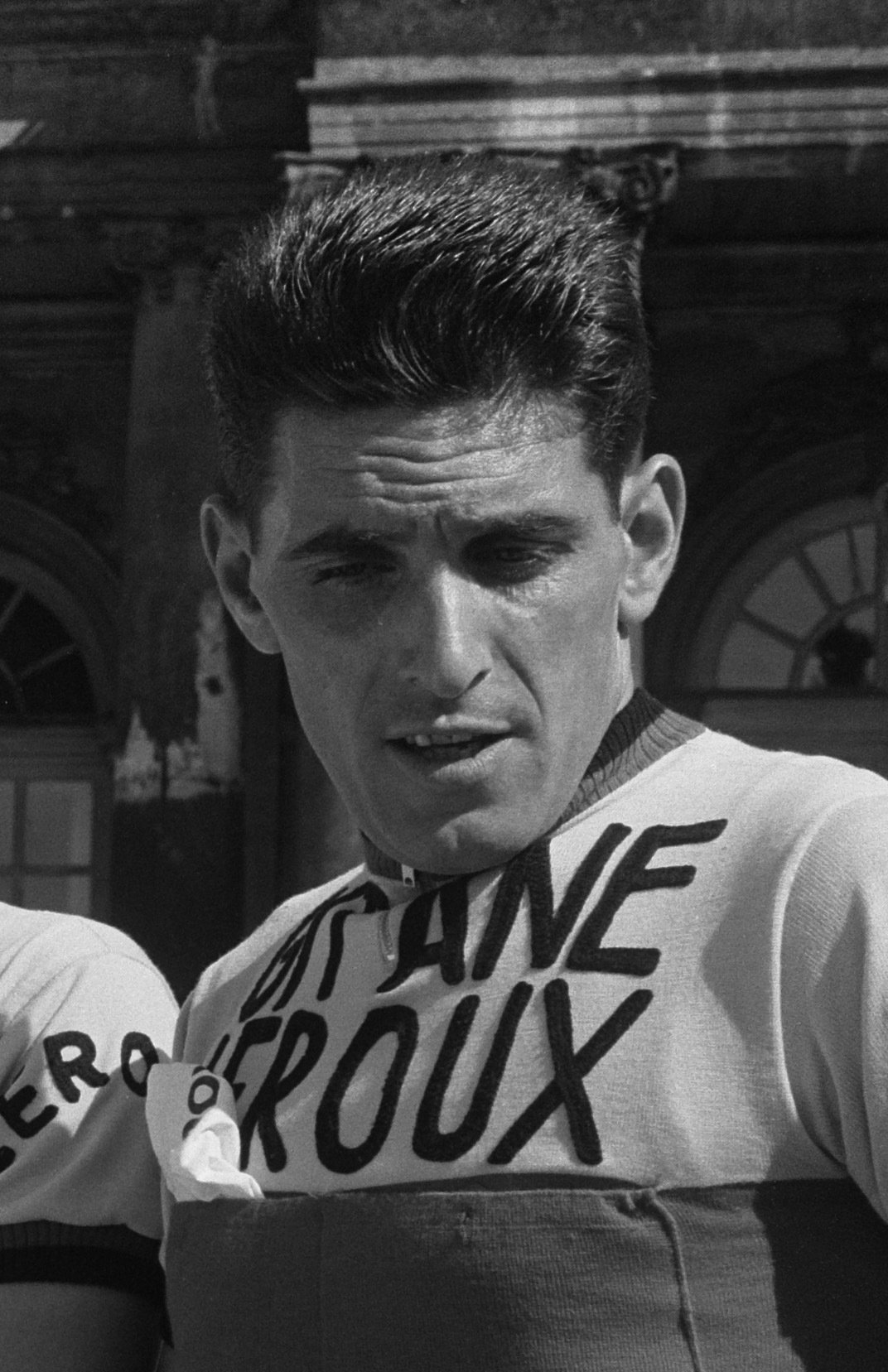
Jean Forestier (1962)

Jean Forestier (* 7. Oktober 1930 in Lyon) ist ein ehemaliger französischer Radrennfahrer.

## Werdegang
Forestier wuchs als Sohn eines Schlachters und einer Bardame auf, die sich scheiden ließen und ihn wenig unterstützten. Sein Onkel Marius wurde zu seinem Mentor und brachte ihm Lesen und Schreiben bei. Im Zweiten Weltkrieg wurde er von Lyon nach Blany im Umland von Mâcon evakuiert, wo er den Radsport für sich entdeckte. Nachdem er 1947 nach Lyon zurückgekehrt war, begann er eine Ausbildung zum Mechaniker, machte einen LKW-Führerschein und trainierte vor der Arbeit. Nach seinem Militärdienst gewann er 1951 sein erstes Rennen als Amateur, den Grand Prix de Revrieux. Anschließend fuhr er 1952 als Unabhängiger und wurde 1953 Berufsfahrer.
Seine größten Erfolge als Radprofi erzielte Forestier bei den klassischen Eintagesrennen. So gewann er 1955 nach langer Flucht Paris-Roubaix und 1956 die Flandern-Rundfahrt durch eine Attacke auf dem Schlusskilometer. 1960 siegte er im Omloop der Vlaamse Gewesten. Zehnmal nahm Forestier an der Tour de France teil und konnte die Rundfahrt achtmal beenden. In den Jahren 1954, 1955, 1956 und 1961 gewann er jeweils eine Etappe. Während der Tour de France 1957 trug er zwei Tage lang das Gelbe Trikot, wurde Gesamtvierter und gewann die Punktewertung. Zweimal, 1954 und 1957, gewann er die Gesamtwertung des Etappenrennens Tour de Romandie. Bei den Weltmeisterschaften 1954 wurde er Achter und 1958 Fünfter.
Nach Ende der Saison 1965 beendete Forestier seine Radsportkarriere.

## Erfolge (Auswahl)
1954
- Gesamtwertung und eine Etappe Tour de Romandie
- eine Etappe Tour de France

1955
- Paris–Roubaix
- eine Etappe Tour de France

1956
- Flandern-Rundfahrt
- eine Etappe Tour de France

1957
- Gesamtwertung Critérium National
- Gesamtwertung und zwei Etappen Tour de Romandie
- eine Etappe Critérium du Dauphiné Libéré
- Punktewertung Tour de France

1958
- eine Etappe Critérium du Dauphiné Libéré

1961
- eine Etappe Tour de France

1962
- Gesamtwertung und eine Etappe Tour du Var

## Wichtige Platzierungen
| Grand Tour         | 1953 | 1954 | 1955 | 1956 | 1957 | 1958 | 1950 | 1960 | 1961 | 1962 | 1963 | 1964 |
| ------------------ | ---- | ---- | ---- | ---- | ---- | ---- | ---- | ---- | ---- | ---- | ---- | ---- |
| Tour de FranceTour | 29   | 37   | 32   | 12   | 4    | DNF  | 34   | DNF  | 35   | 36   | –    | –    |

| Weltmeisterschaft   | 1953 | 1954 | 1955 | 1956 | 1957 | 1958 | 1959 | 1960 | 1961 | 1962 | 1963 | 1964 |
| ------------------- | ---- | ---- | ---- | ---- | ---- | ---- | ---- | ---- | ---- | ---- | ---- | ---- |
| StraßenrennenStraße | –    | 8    | –    | DNF  | 23   | 5    | –    | –    | –    | –    | –    | –    |

| Monument                 | 1953 | 1954 | 1955 | 1956 | 1957 | 1958 | 1959 | 1960 | 1961 | 1962 | 1963 | 1964 |
| ------------------------ | ---- | ---- | ---- | ---- | ---- | ---- | ---- | ---- | ---- | ---- | ---- | ---- |
| Mailand–Sanremo          | –    | –    | –    | –    | –    | 10   | –    | 27   | –    | –    | –    | 9    |
| Flandern-Rundfahrt       | –    | –    | –    | 1    | –    | 20   | –    | –    | –    | –    | –    | –    |
| Paris–Roubaix            | –    | –    | 1    | 3    | –    | 5    | –    | 4    | 54   | 8    | –    | –    |
| Lüttich–Bastogne–Lüttich | –    | –    | –    | 9    | –    | –    | –    | –    | –    | –    | –    | –    |
| Lombardei-Rundfahrt      | –    | –    | –    | 11   | 30   | 27   | 21   | 29   | –    | –    | –    | –    |